# Jeffrey Epstein
Jeffrey Edward Epstein (20 tháng 1 năm 1953 – 10 tháng 8 năm 2019) là một nhà tài chính và tội phạm tình dục bị kết án người Mỹ, nổi tiếng với cáo buộc buôn bán tình dục trẻ vị thành niên. Epstein bắt đầu sự nghiệp tài chính tại ngân hàng đầu tư Bear Stearns, trước khi thành lập công ty riêng của mình, J. Epstein & Co. Cho đến khi bị kết án về tội phạm tình dục vào năm 2008, Epstein từng là một triệu phú có mối quan hệ tốt với giới tinh hoa tài chính, chính trị và văn hóa của xã hội Mỹ.
Năm 2005, cảnh sát Palm Beach ở Florida đã bắt đầu điều tra Epstein sau khi một phụ huynh phàn nàn rằng anh ta quấy rối cô con gái 14 tuổi của mình. Epstein cuối cùng đã nhận tội và bị kết án tại tòa án bang Florida năm 2008 vì dụ dỗ một cô gái điếm và mua một cô gái dưới 18 tuổi để bán dâm. Ông đi tù 13 tháng, như một phần của thỏa thuận với tòa, tại đó các quan chức liên bang đã xác định 36 cô gái, trẻ nhất là 14 tuổi đã bị quấy rối tình dục.
Epstein đã bị bắt một lần nữa vào ngày 6 tháng 7 năm 2019, với tội danh liên bang về buôn bán tình dục trẻ vị thành niên ở Florida và New York. Epstein chết vào ngày 10 tháng 8 năm 2019, sau khi được báo cáo là đã treo cổ tự tử trong phòng giam tại Manhattan.

## Đầu đời

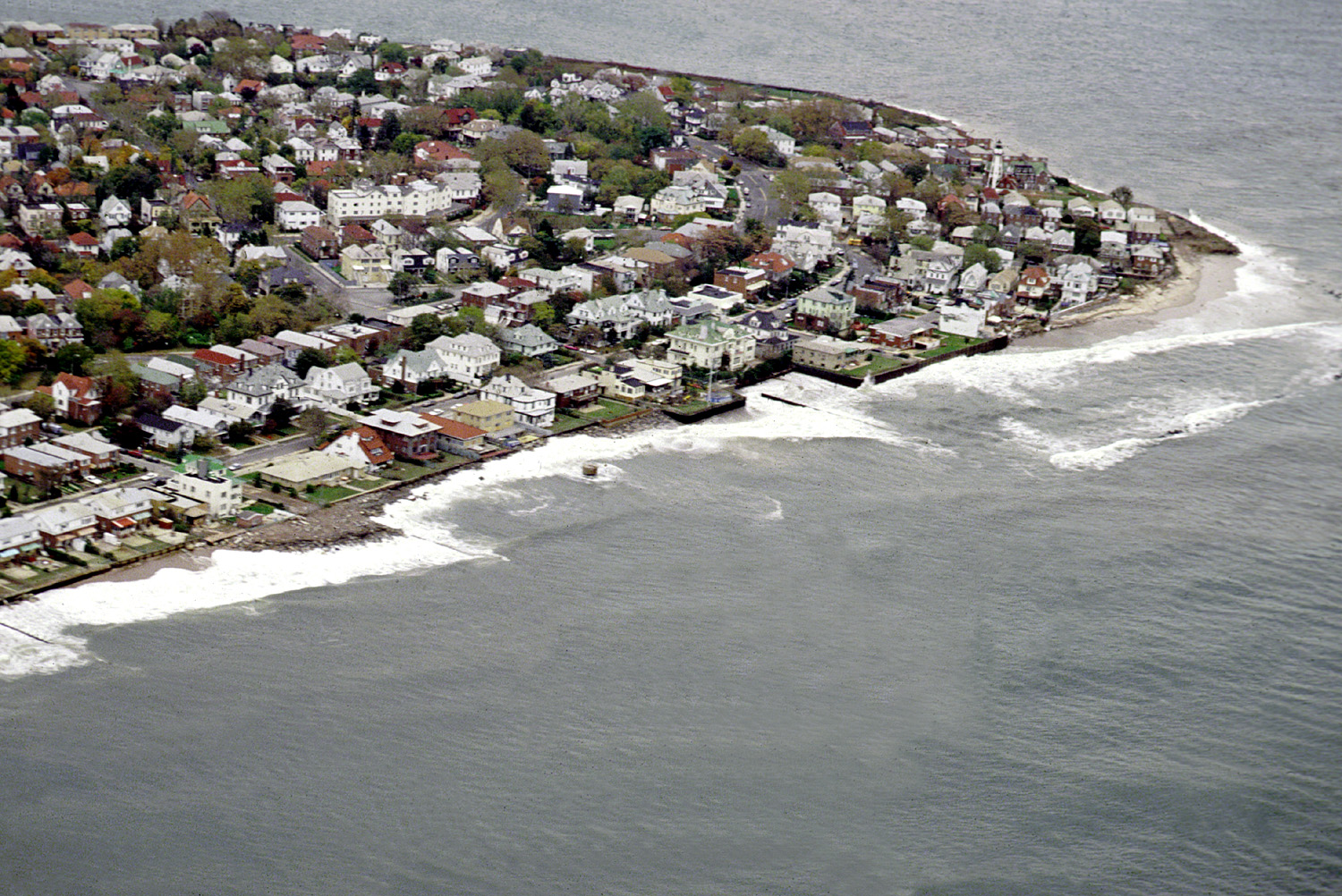
Ảnh chụp từ trên cao của khu phố thời thơ ấu của Epstein ở Sea Gate, Brooklyn.

Epstein sinh năm 1953, tại quận Brooklyn của thành phố New York, có cha mẹ là người Do Thái  Pauline (nhũ danh Stolofsky, 1918 - 2004)  và Seymour G. Epstein (1916 - 1991). Cha mẹ ông kết hôn vào năm 1952, ngay trước khi sinh ông. Pauline làm trợ lý trường học và là một người nội trợ. Seymour Epstein làm việc cho Sở Công viên và Giải trí Thành phố New York với tư cách là người chăm sóc và làm vườn. Jeffrey Epstein là người lớn tuổi hơn của hai anh chị em. Epstein và anh trai Mark lớn lên trong khu phố lao động ở Sea Gate, Coney Island, Brooklyn.